# Vila da Ponte (Montalegre)
Vila da Ponte ist eine Gemeinde (Freguesia) im portugiesischen Kreis Montalegre. In ihr leben 167 Einwohner (Stand 19. April 2021).